# Novo Selo (Štip)
Novo Selo é uma vila localizada no município de Štip, na República da Macedônia do Norte.